# Hideki Tsukamoto
Hideki Tsukamoto (født 9. august 1973) er en tidligere japansk fodboldspiller.
Han har spillet for flere forskellige klubber i sin karriere, herunder Avispa Fukuoka.